# Manuel Solá
Manuel Solá y Tineo (Salta, 1798-1867) fue un político y militar argentino, líder del partido unitario de la provincia de Salta a mediados del siglo XIX, de activa participación en la Coalición del Norte contra el gobierno de Juan Manuel de Rosas.

## Sus inicios
Comerciante desde su juventud, hacia 1819 se enroló en el ejército provincial del general Martín Miguel de Güemes, luchando en la defensa de su provincia contra las sucesivas invasiones de los ejércitos realistas. Continuó prestando servicios militares con los gobernadores Gorriti y Arenales, hasta pasar a retiro con el grado de capitán en 1825.
En 1826 organizó una expedición para explorar el río Bermejo y estudiar la posibilidad de su navegación. Participó en política del lado de los federales, y apoyó al gobernador Pablo Latorre. Editaba un periódico a favor de Latorre que, poco después de su muerte, fue cerrado por orden de su enemigo y sucesor Felipe Heredia. Esa censura lo puso en contacto con los unitarios, aunque por un tiempo se mantuvo alejado de la política. Se reintegró al ejército provincial y participó en la Guerra entre las confederaciones Argentina y Peruano-Boliviana en 1837.

## La Coalición del Norte
En noviembre de 1838, tras la muerte del caudillo tucumano Alejandro Heredia, su hermano Felipe renunció a la gobernación salteña. Los opositores a este realizaron una elección de apuro, que eligió una legislatura de dudosa legitimidad, que a su vez nombró gobernador a Manuel Solá.
Por un tiempo aceptó la subordinación al gobernador de la provincia de Buenos Aires y encargado de las Relaciones Exteriores de la Confederación, Juan Manuel de Rosas. Pero, disconforme con las violaciones a los derechos de los ciudadanos, la postergación de la organización constitucional del país y la política exterior intransigente que llevaba adelante, se distanció rápidamente de él. Incitado por el ministro de gobierno de la vecina Tucumán, Marco Avellaneda, a principios de 1840 retiró al caudillo porteño la delegación de las relaciones exteriores. Y poco después anunciaba que su gobierno se unía a la Coalición del Norte contra Rosas y sus aliados.
Organizó el ejército provincial con la idea de unirlo a las fuerzas de los generales Lamadrid y Lavalle contra Rosas.
A pesar de que tenía en sus fuerzas algunos jefes militares más o menos capaces, como Manuel Puch y Mariano Acha, se puso al frente del ejército provincial y dirigió una campaña contra el caudillo santiagueño Ibarra, llevando a Acha como su segundo jefe. Ibarra aplicó en su contra su táctica favorita: le dejó recorrer el territorio provincial a su antojo, pero retiró todo lo que pudiera utilizar como recurso o alimento. Solá venció en una escaramuza sobre el río Salado a algunas fuerzas secundarias y, convencido de haber vencido a Ibarra, ocupó la capital y nombró un gobernador. Pero a los tres días, falto de todo, abandonó la ciudad y se dirigió a Córdoba; el efímero gobernador juzgó prudente seguirlo.
Llegó a Córdoba algunos días después de la terrible derrota de Lavalle en la batalla de Quebracho Herrado. Cuando Lavalle y Lamadrid decidieron retirarse hacia La Rioja y Tucumán respectivamente, Acha y Solá decidieron volver a Santiago del Estero. Esta vez, el jefe era Acha.
Apenas entrados en la provincia, fueron vencidos por la táctica de "tierra arrasada", de modo que ni siquiera lograron entrar en la capital como la vez anterior. Acha se retiró a Catamarca, donde sería destrozado por el general José Félix Aldao, y Solá volvió con los restos de sus fuerzas a Salta.
La derrota provocó su renuncia, en diciembre de 1840, y en su lugar fue elegido Miguel Otero. Este se pasó al bando de Rosas y organizó una limitada fuerza militar para los federales, que puso al mando del comandante Aniceto Latorre. Pero Lamadrid avanzó rápidamente sobre Salta y Latorre se vio obligado a refugiarse en Santiago del Estero, llevando a su lado a Otero.
Sus sucesores fueron Gaspar López y, brevemente, Dionisio Puch. Solá dirigió la política y el ejército locales, y envió fuerzas militares a incorporarse al ejército de Lavalle, que no llegaron a tiempo de participar en la derrota unitaria de la batalla de Famaillá.
Cuando el general porteño se retiró a Salta, lo convenció de que podría resistir en esa provincia por medio de una guerra de recursos. Pero su partido no era popular, y parte de los hombres de Lavalle lo abandonaron para regresar a Corrientes. De modo que debieron huir a Jujuy — donde Lavalle sería muerto en una confusa refriega — y de allí a Bolivia.
Otero regresó al gobierno y poco después el gobierno provincial pasaba a las manos de los Saravia, que gobernaron durante una década la provincia.

## Segundo gobierno
Solá permaneció diez años en Bolivia y se instaló en las villas de Cobija y Calama — que hoy son parte de Chile — dedicado a negocios relacionados con la minería.
Regresó a Salta en 1848, con permiso especial del gobernador José Manuel Saravia. Tras la caída de este, en 1852, volvió a participar en política, en un segundo plano.
En agosto de 1858, faltos de otro candidato prestigioso, los liberales de Salta lo eligieron gobernador. Se dedicó especialmente a organizar los departamentos del interior, fundando las municipalidades de Orán y Metán. Abrió varias escuelas en los pueblos y villas de la provincia, y una escuela de maestros en Salta.
En agosto de 1860 fue elegido diputado a la convención constituyente nacional. Debido a que no había pedido permiso a la legislatura para partir hacia Santa Fe, en cuanto dejó el territorio provincial, ésta decidió declararlo cesante. En su lugar fue elegido José María Todd, del partido federal.
Intentó volver a la acción política después de la victoria liberal en la batalla de Pavón, pero la política exclusivista de la familia Uriburu copaba el gobierno. Dedicó los últimos años de su vida a escribir una de las primeras biografías de Güemes, y un "catecismo político" para niños, un intento de convencer a los ciudadanos de las bondades del liberalismo desde niños.
Poco antes de su muerte, ocurrida en 1867, su hijo Juan Solá encabezó la lucha por desplazar a los Uriburu de la conducción del partido liberal salteño y del gobierno provincial. Llegaría a ser gobernador diez años después del fallecimiento de su padre.